# Ubashima
Ubashima (姥島 ou 乳母島, anciennement Fudejima [筆嶋]) est un banc de roche non habité situé à 1 200 m de la côte de Chigasaki, dans la préfecture de Kanagawa au Japon.
La hauteur du récif est de 20 m, il est formé de nombreux rochers, immergés ou non, qui s'étendent d'est en ouest sur 600 m et du nord au sud sur 400 m environ. La roche est principalement composée de tuf volcanique provenant de la couche pyroclastique Ikego (池子層) formée pendant la période du Néogène. Ubashima est généralement appelé Eboshi-iwa (烏帽子岩), qui est en fait le nom du plus gros rocher du récif. Il tient son nom de sa forme, qui ressemble à celle du chapeau traditionnel shinto, le ebôshi (烏帽子). Le port de Chigasaki propose des traversées en bateau pour les pêcheurs désirant se rendre sur place.